# Saint-Hilaire-de-Brethmas
Saint-Hilaire-de-Brethmas is een gemeente in het Franse departement Gard (regio Occitanie). De plaats maakt deel uit van het arrondissement Alès. Saint-Hilaire-de-Brethmas telde op 1 januari 2022 4.643 inwoners.

## Geografie
De oppervlakte van Saint-Hilaire-de-Brethmas bedroeg op 1 januari 2022 13,91 vierkante kilometer; de bevolkingsdichtheid was toen 333,8 inwoners per km².

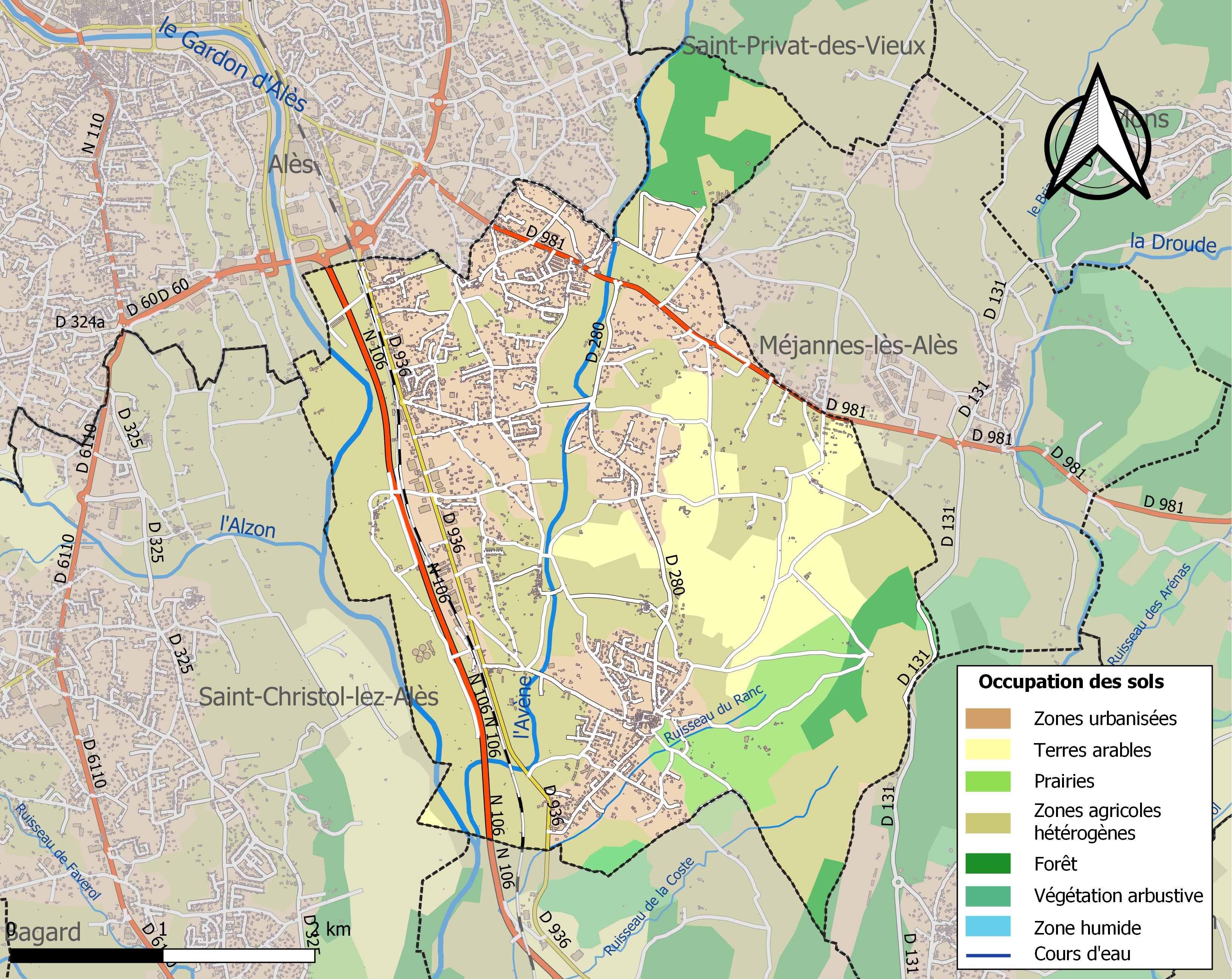
Kaart van de gemeente met belangrijkste infrastructuur, bodemgebruik en omliggende gemeenten

## Demografie
Onderstaande figuur toont het verloop van het inwonertal (bron: INSEE-tellingen).